# William Frederick Gericke
William Frederick Gericke (1882–1970) foi um agrônomo norte-americano da Universidade da Califórnia, reconhecido por seu trabalho pioneiro na aplicação comercial e popularização da agricultura sem solo. A ele é creditada a cunhagem do termo hidroponia (do grego hydro, água, e ponos, trabalho) por volta de 1937, para descrever o cultivo de plantas diretamente em uma solução de água com nutrientes minerais.
Embora a pesquisa sobre nutrição de plantas em soluções já existisse desde o trabalho dos cientistas alemães Julius von Sachs e Wilhelm Knop no século XIX, a inovação de Gericke foi demonstrar a viabilidade do método em grande escala, para além de um ambiente de laboratório. Seus experimentos, que incluíram o cultivo de tomateiros com mais de 7 metros de altura, atraíram grande atenção pública e da mídia na década de 1930. Seu livro, The Complete Guide to Soilless Gardening (1940), foi uma das primeiras publicações a apresentar a técnica a um público mais amplo.